# مجلس ایالتی هامبورگ
مجلس ایالتی هامبورگ (به آلمانی: Hamburgische Bürgerschaft یا بورگرشافت هامبورگ به معنای شهروندی هامبورگ)، بازوی قانون‌گذاری تک مجلسی دولت‌شهر هامبورگ است. تا سال ۲۰۲۱ تعداد نمایندگان این مجلس متناسب با حوزه‌های انتخابیه ۱۲۱ نفر بود. مجلس ایالتی هامبورگ در تالار شهر هامبورگ تشکیل جلسه می‌دهد.
از جمله مسئولیت‌های این مجلس می‌توان از قانون‌گذاری، انتخاب ارستر بورگرمایستر (شهردار نخست) برای دوره انتخابات و همچنین کنترل سنای هامبورگ (کابینه) نام برد.
رئیس مجلس هامبورگ بالاترین مقام رسمی شهر آزاد و هانزه‌ای هامبورگ است.
۱۲۱ عضو در انتخابات سراسری، مستقیم، آزاد، برابر و محرمانه هر پنج سال یکبار انتخاب می‌شوند.

## سازمان

### رئیس و هیئت مدیره
رئیس مجلس هامبورگ ریاست مجلس و جلسات آن را بر عهده دارد. رئیس مجلس توسط یک «معاون اول» و ۳ معاون رئیس حمایت می‌شود که همگی توسط نمایندگان انتخاب می‌شوند. رئیس، معاونان رئیس و ۳ منشی ضبط، عضو هیئت مدیره هستند (به آلمانی: Präsidium).
از سال ۲۰۱۱ رئیس پارلمان هامبورگ کارولا فایت بود.
| مدت، نام    | نام                   |
| ----------- | --------------------- |
| ۱۸۵۹ – ۱۸۶۱ | دکتر یوهانس ورسمن     |
| ۱۸۶۱ – ۱۸۶۳ | دکتر آیزاک ولفسون     |
| ۱۸۶۳ – ۱۸۶۵ | دکتر هرمان باومایستر  |
| ۱۸۶۵ – ۱۸۶۸ | دکتر گئورگ کونهارت    |
| ۱۸۶۸ – ۱۸۶۸ | دکتر هرمان باومایستر  |
| ۱۸۶۹ – ۱۸۶۹ | یوهان آ.ت. هوفمان     |
| ۱۸۶۹ – ۱۸۷۷ | دکتر هرمان باومایستر  |
| ۱۸۷۷ – ۱۸۸۵ | دکتر گرهارد هاخمان    |
| ۱۸۸۵ – ۱۸۹۲ | دکتر اتو مونکبرگ      |
| ۱۸۹۲ – ۱۹۰۲ | زیگموند هینریشسن      |
| ۱۹۰۲ – ۱۹۱۳ | جولیوس انگل           |
| ۱۹۱۳ – ۱۹۱۹ | دکتر الکساندر شون     |
| ۱۹۱۹ – ۱۹۲۰ | برتولد گروس           |
| ۱۹۲۰ – ۱۹۲۸ | رودولف روس            |
| ۱۹۲۸ – ۱۹۳۱ | ماکس هوگو لویتریتز    |
| ۱۹۳۱ – ۱۹۳۳ | دکتر هربرت روشویه     |
| ۱۹۴۶        | دکتر هربرت روشویه     |
| ۱۹۴۶ – ۱۹۶۰ | آدولف شونفلدر         |
| ۱۹۶۰ – ۱۹۷۸ | هربرت داو             |
| ۱۹۷۸ – ۱۹۸۲ | پیتر شولز             |
| ۱۹۸۲ – ۱۹۸۳ | دکتر مارتین ویلیش     |
| ۱۹۸۳ – ۱۹۸۶ | پیتر شولتش            |
| ۱۹۸۶ – ۱۹۸۷ | دکتر مارتین ویلیش     |
| ۱۹۸۷ – ۱۹۸۷ | الیزابت کیاوش         |
| ۱۹۸۷ – ۱۹۹۱ | هلگا الستنر           |
| ۱۹۹۱ – ۱۹۹۳ | الیزابت کیاوش         |
| ۱۹۹۳ – ۲۰۰۰ | یوته پاپه             |
| ۲۰۰۰ – ۲۰۰۴ | دکتر دوروتی اشتاپلفلد |
| ۲۰۰۴ – ۲۰۱۰ | برنت رودر             |
| ۲۰۱۰ – ۲۰۱۱ | لوتز موهاوپت          |
| ۲۰۱۱        | دکتر دوروتی اشتاپلفلد |
| ۲۰۱۱ –      | کارولا فایت           |